# Sandra Knecht
Sandra Knecht (* 24. März 1968 in Bern) ist eine Schweizer Konzept- und Performancekünstlerin. Sie lebt und arbeitet in Buus und Basel und beschäftigt sich vornehmlich mit den Themen Identität und Heimat.

## Leben und Wirken
Sandra Knecht ist im Zürcher Oberland aufgewachsen. Sie arbeitete während 25 Jahren als Sozialpädagogin, bevor sie sich entschied, hauptsächlich als Künstlerin tätig zu werden. Sie studierte von 1992 bis 1996 an der Schauspielakademie Ulm und ist Inhaberin eines Theaterregiediploms. Von 2011 bis 2014 studierte sie an der Zürcher Hochschule der Künste und schloss den Master of Fine Arts mit Auszeichnung ab. Während des Kunststudiums begann sie sich mit den Themen Heimat und Identität auseinanderzusetzen, welche ihr Schaffen prägen.
Zur künstlerischen Praxis von Sandra Knecht gehören das Kochen, Film und Performance.

## Projekt «Chnächt»
Sandra Knecht eröffnete im November 2016 die «Chnächt» Scheune am Basler Hafenareal. Intention der Künstlerin bestand im Schaffen eines Heimatortes inmitten eines Unortes, zur Findung ihrer künstlerischen Identität. Die für einen Franken ersteigerte Scheune stand seit den 1930er Jahren in Boncourt JU und wurde ab- und an der Uferstrasse in Basel originalgetreu wieder aufgebaut. Das Gebäude wurde für den gastronomischen Betrieb ausgebaut. Während vier Jahren fand im «Chnächt» eine monatliche Veranstaltungsreihe mit dem Titel «Immer wieder sonntags» statt. Dabei bekochte die Künstlerin während vier Jahren, jeweils 30 Personen mit fünf Gängen, ohne ein Rezept zu verwenden und ohne dass ein Gericht wiederholt serviert wurde. Am «Chnächt» kam es mehrmals zu Vandalismus.

## Ausstellungen (Auswahl)
- 2017: Salon Suisse: Two: eating well, Biennale in Venedig
- 2018: Beehave; Die Honigbiene als künstlerische Inspiration, Kunsthaus Baselland[11]
- 2025: Home Is a Foreign Place, Kulturstiftung H. Geiger | KBH.G., Basel[12][13]

## Auszeichnungen
- 2022: Schweizer Kunstpreis (Swiss Art Award)

## Veröffentlichungen
- Kulturstiftung Basel H. Geiger Geiger | KBH.G: Home Is a Foreign Place, Hatje Cantz Berlin, 2025, ISBN 978-3-7757-5934-2
- Pro Helvetia Schweizer Kulturstiftung: Sandra Knecht. Cahiers d’Artistes 2021. Edizioni Periferia Luzern, 2021, ISBN 978-3-907205-16-7.
- Sandra Knecht: Babel. Christoph Merian Verlag, 2021, ISBN 978-3-85616-954-1.